# Franz Pitzal
Franz Pitzal (* 21. Februar 1936 in Iglau, Sudetenland, Tschechien) ist ein emeritierter deutscher katholischer Gemeindepfarrer und Autor von christlichen Büchern.

## Leben
Im Alter von neun Jahren kam Franz Pitzal im Jahr 1946 mit der Vertreibung der Deutschen aus der Tschechoslowakei nach Leinzell in den Ostalbkreis, Baden-Württemberg. Nach dem Volksschulabschluss erlernte er den Beruf des Uhrmachers in Schwäbisch Gmünd. Nach seiner Lehre war er als Jugendreferent der Diözese Rottenburg im Bischöflichen Jugendamt Wernau für die Jugendlichen der gesamten Diözese verantwortlich.
Im Spätberufenenseminar Collegium Ambrosianum in Bad Cannstatt legte er das Abitur ab und studierte dann ab 1965 an der Katholisch-Theologischen Fakultät der Eberhard-Karls-Universität in Tübingen, während Joseph Ratzinger, der spätere Papst Benedikt XVI., sowie Hans Küng dort Lehrstühle innehatten. Als Theologensprecher hatte Pitzal viel mit Ratzinger zu tun, dem er sich näher fühlte als Küng („Wir gingen lieber zum Ratzinger, der Küng war uns zu streng“). Er schloss das Theologiestudium schließlich in München ab. Nach Abschluss des Studiums war er Diakon in Kornwestheim. Am 3. Juli 1971 wurde er von Bischof Carl Joseph Leiprecht in Aalen zum Priester geweiht. Es folgten zwei Jahre als Vikar in Kornwestheim, bis er schließlich 1973 nach Renningen kam, wo er bis 2021 ununterbrochen über 48 Jahre lang als Gemeindepfarrer tätig war. Zunächst war er für die Kirchengemeinden St. Bonifatius Renningen und St. Martinus Malmsheim, später dann im Pastoralteam auch für die erweiterte Seelsorgeeinheit CleBoRa für die Kirchengemeinden St. Clemens Maria Hofbauer Weissach und St. Raphael Rutesheim zuständig.
Sein 40. Priesterjubiläum feierte er im Juli 2011 in Leinzell. Zur Feier kam unter anderem Erwin Teufel, Ministerpräsident a. D., mit dem Pitzal seit über fünfzig Jahren befreundet ist. Pitzal stellte den Jubiläums-Gottesdienst unter das Motto „40 Jahre Priester in der Welt von heute“ und gestaltete den Altarraum mit Collagen, die die Problemfelder Terrorismus, Kriminalität, Aids, Drogen, Internet, Computer, Unzufriedenheit darstellten. Nach eigenem Bekunden sei er Praktiker, nicht Wissenschaftler, und nehme „die Lehren der Katholischen Kirche nicht immer so ernst.“
Am 28. November 2021, dem ersten Adventssonntag, hielt er den letzten Gottesdienst seines pastoralen Dienstes in Renningen.

## Ehrungen
1996 wurde Pitzal das Bundesverdienstkreuz verliehen. Vom Ministerpräsidenten von Baden-Württemberg erhielt er im Jahr 2008 die Staufermedaille. 2010 wurde ihm der Eine-Welt-Preis Baden-Württemberg für sein Lebenswerk verliehen. In der Laudatio, die Wirtschaftsminister Ernst Pfister hielt, hieß es, Pitzal setze sich seit über 40 Jahren für die Schwächsten der Gesellschaft ein, um ihnen den Weg in ein selbst bestimmtes Leben zu erleichtern. Es gehe ihm ganz besonders um die Kinder dieser Welt. „Grundlage der unterstützten Projekte ist das so wichtige Prinzip der Hilfe zur Selbsthilfe, das Nachhaltigkeit und langfristige Autonomie der Vorhaben sicherstellen soll.“ Im Jahr 2014 wurde Pitzal die Verdienstmedaille des Landkreises Böblingen überreicht, im November 2017 nahm er gemeinsam mit dem Friedensaktivisten Eugen Drewermann und dem Journalisten Franz Alt den Löwenherz-Preis der Stiftung Human Projects entgegen. Michail Gorbatschow wurde der Preis in Moskau überreicht.

## Wirken

### Autor
Pitzal verfasste seit den 1980er Jahren mehrere theologische und religiöse Schriften und Sachbücher. Er unterhält seit Jahrzehnten Kontakte innerhalb seiner Hilfsprojekte und seines Wirkens zu Menschen in 100 Ländern der Welt. Wie diese Kontakte und Hilfsmaßnahmen in einigen dieser Länder verwirklicht werden, erzählt er in seinem 2017 erschienenen Buch Wie aus Krisen Aktionen entstehen.

### Humanitäre Hilfsprojekte

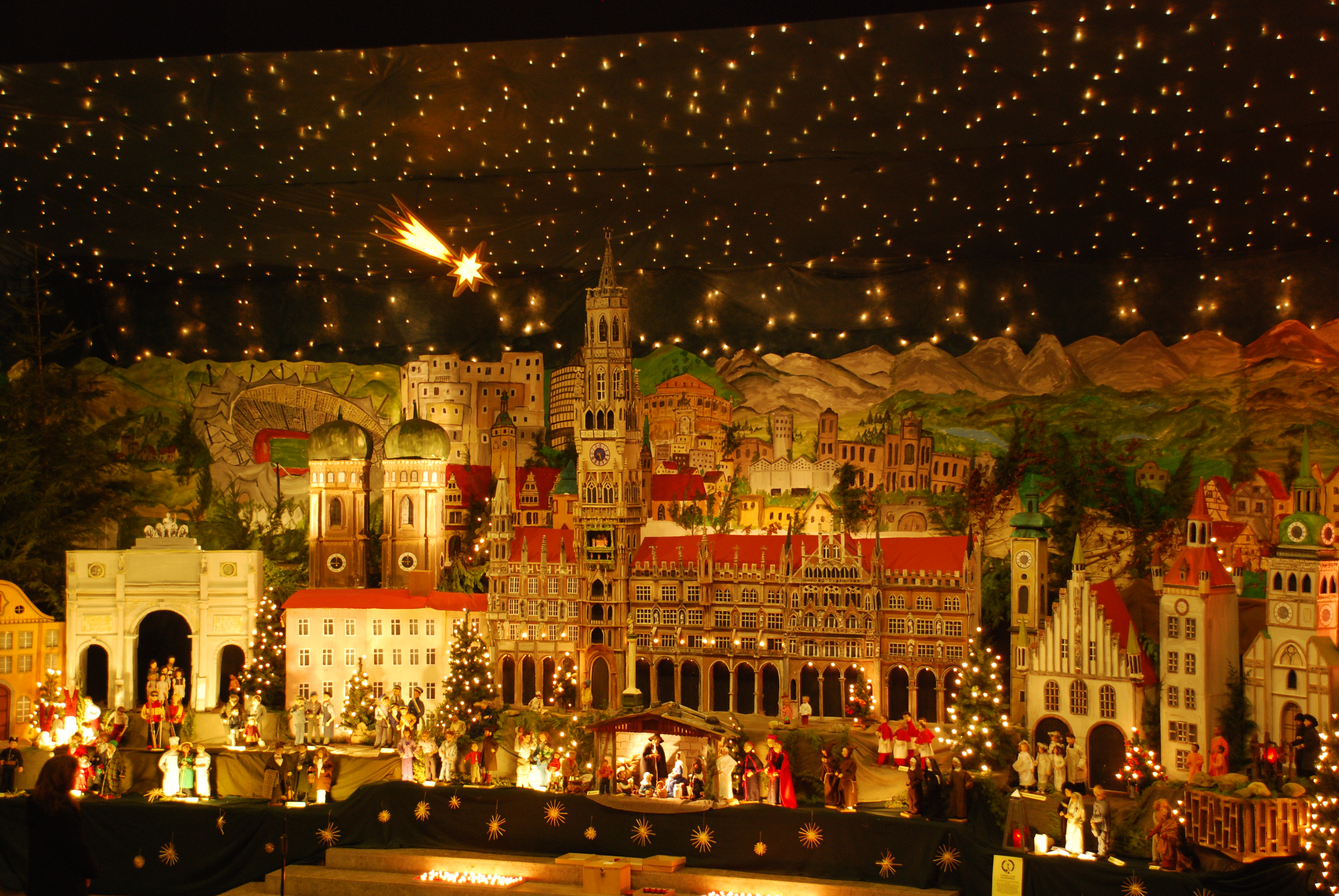
Krippe in Malmsheim

Seit den 1970er Jahren realisiert Pitzal gemeinsam mit seiner Kirchengemeinde und den Bürgern der Stadt Renningen und Malmsheim humanitäre Direkthilfeprojekte in bislang 100 Ländern der Welt. Der Kosovo war das 101. Land, in dem Pitzal und seine Kirchengemeindemitglieder halfen. Vier Millionen D-Mark und zwei Millionen Euro hat er (Stand 2016) für weltweite Projekte gesammelt. Pitzal überzeugte sich immer persönlich und oft vor Ort davon, dass das Spendengeld in sinnvolle Projekte fließt. Er besuchte über 70 Länder, wo er Projekte unterstützt oder initiierte. So leisten er und die Spender Hilfe im südamerikanischen Regenwald, in Costa Rica, wo er ein Kinderheim unterstützt, in Burundi, wohin er in den 1980er Jahren gemeinsam mit dem damals jungen CDU-Abgeordneten Günther Oettinger reiste, mit dem er bis heute befreundet ist. Ebenso besuchte Pitzal, teilweise in Begleitung von Delegationen seiner Kirchengemeinde, Mutter Teresa in Kalkutta, Indien, oder auch Krisengebiete wie beispielsweise 2017 den Irak, wo er den vom IS gefangenen Pfarrer Jacques Murad traf. Ebenfalls im Jahr 2017 besuchte er den Patriarchen der Melktisch-Griechisch-katholischen Kirche von Damaskus, Gregorios III., den er zu einem Austausch, unter anderem zur Flüchtlingsproblematik und zum Bürgerkrieg in Syrien, nach Renningen einlud. Im selben Jahr organisierte Pitzal die Hilfe für einen Schul- und Brunnenbau in Madagaskar und den Bau einer Schule in Railaco (Osttimor).

### Krippenausstellung
In den 1940er Jahren schenkte sich Pitzal mit seinem als Bub selbstverdienten Geld eine Krippe. Er ließ sich von einem alten Mann in seinem Heimatdorf Krippenfiguren schnitzen und sammelte für den Bau seiner ersten Krippe Wurzeln und Holz. Die Figuren des Schnitzers Franz Langs dienten Pitzal ab 1980 als Vorlage für den Grundstock einer Weihnachtskrippe in seiner Pfarrgemeinde, die seitdem von jährlich mehr als 70.000 Besuchern besichtigt wird.
Sechshundert der bis zu 50 Zentimeter hohen Figuren der mittlerweile im Alter von 91 Jahren verstorbenen Künstlerin Hildegard Buchhalter gestalten die Krippe ebenso, wie Geschenkegaben aus 70 Ländern der Erde, die über die Jahre Pitzals Krippe erweiterten. Die Krippenbauer um Pitzal erstellen naturgetreue Nachbauten von historischen Gebäuden wie das Stuttgarter Schloss, die Gedächtniskirche Berlin, der Kölner Dom, der Petersdom sowie Bauwerke aus anderen Kontinenten wie unter anderem das Taj Mahal und die Golden Gate Bridge. Das Motto der Krippe ändert sich jedes Jahr. Die Ausstellung ist bis in den Februar hinein zu sehen.
Der Erlös aus den Spenden der Krippenbesucher fließt den humanitären Hilfsprojekten der Kirchengemeinde zu. Die Krippe ist weit über Baden-Württemberg hinaus bekannt. Ministerpräsident Winfried Kretschmann besuchte sie ebenso wie Marc Marshall und sein Vater Tony Marshall, der mit Pitzal seit vielen Jahren befreundet ist und alljährlich beim Weihnachtsgottesdienst am 25. Dezember singt, Gerhard Raff und Michael Broch, ZDF-Vizechefredakteur Elmar Theveßen, Ex-Daimler-Vorstand Matthias Kleinert und der EU-Kommissar Günther Oettinger. Die Krippe steht im Renninger Ortsteil Malmsheim in der dortigen St.-Martinus-Kirche. Jedes Jahr finden bis zu 190 Krippenführungen statt, die Pitzal teilweise selbst begleitet. Eine Sonderausstellung der Krippe Pitzals fand im Deutschen Hutmuseum in Lindenberg im Allgäu statt.
Pitzal hat im Rahmen der Krippenausstellung die Franz-Pitzal-Stiftung e.V. gegründet. Stiftungszweck ist der Erhalt der Renninger Krippe sowie die „Unterstützung von Menschen in aller Welt durch die Krippe“. Gefördert wurden unter vielen anderen alleine in den letzten Jahren Projekte in Kamerun (Wasserprojekt, 2011), in der Mongolei (Schuleinrichtung, 2011), Eritrea (Trinkwasser, 2013) und Kasachstan (Kinderdorf, 2013). Zwischenzeitlich wurde in Renningen ein Krippenmuseum eingerichtet.

## Zitate
- „Ich wollte mit Menschen zusammen sein, dafür war der Pfarrberuf ideal“[1]
- „Wir kommen immer weniger zueinander in unserer Gesellschaft.“
- „Alles, was ich getan hab’, ist, allen zur Seite zu stehen, menschliche Nähe zu zeigen.“ (Pitzal über seine Hilfsprojekte)
- „Er wartet nicht, bis die Menschen zu ihm in die Kirche kommen, er geht zu den Menschen hinaus.“ (Bürgermeister Faißt, Renningen, über Pitzal[15])
- „Es ist toll, wie du von allen gemocht und geliebt wirst.“ (Günther Oettinger über Pitzal anlässlich der Verleihung der Ehrenbürgerschaft)
- „Da kam ein Mann laut jubelnd an einer Liane zu uns herübergeschwungen. Das war natürlich unser Pfarrer Pitzal.“ (Erinnerung einer Renninger Bürgerin an eine Hilfsreise in den Regenwald, Costa Rica)
- „Wir müssen spüren, dass wir einander brauchen, dass es sich lohnt, füreinander Verantwortung zu übernehmen.“
- „Franz versucht, überall zu helfen. Ich bin sehr stolz, einer seiner Freunde zu sein.“ (Tony Marshall über Franz Pitzal[27])

## Auszeichnungen
- Ehrenbürgerschaft der Stadt Renningen
- Bundesverdienstkreuz
- Staufermedaille
- Eine-Welt-Preis-Baden-Württemberg
- Verdienstmedaille des Landkreises Böblingen
- Löwenherz-Preis
- Verdienstorden des Landes Baden-Württemberg (2023)[40]

## Veröffentlichungen
- 1980: Für alle leuchtet der Stern
- 1983: Welt in der Kirche, Kirche in der Welt. Neue Wege für eine bildhafte Verkündigung, Süddeutsche Verlagsgesellschaft, ISBN 3882940271
- 1986: Die Firmung, Verlag Friedrich Pustet, Regensburg, ISBN 3791709097
- 1989: Advent – Zeit der Vorbereitung. Hilfen und Anregungen, Verlag Friedrich Pustet, Regensburg, ISBN 379171211X
- 1990: Erleben. Schüler über Hoffnung, Freiheit, Frieden, Eigenverlag Pitzal
- 1991: Frauen-Gottesdienste: Frauen machen Kirchengeschichte, Eigenverlag Pitzal
- 1992: Die Feier der Erstkommunion, Verlag Friedrich Pustet, Regensburg, ISBN                     3791711490
- 1993: Mit Wellholz, Bratpfanne und Spätzlesmaschine – Vorschläge auch für priesterlose Gottesdienste, Eigenverlag Pitzal
- 1993: Die Feier des Leidens und der Auferstehung des Herrn, Verlag Friedrich Pustet, Regensburg, ISBN 3791710087
- 1995: Die Frucht der Erde und der menschlichen Arbeit, Verlag Friedrich Pustet, Regensburg ISBN 3791711687
- 1995: Dem Leben auf der Spur, Eigenverlag Pitzal
- 1995: Was Sternsinger erleben, Eigenverlag Pitzal
- 1996: Er wird das Dunkel in Licht verwandeln, Matthias-Grünewald-Verlag, ISBN 3786719403
- 1997: Die Feier der Erstkommunion, Verlag Friedrich Pustet, Regensburg, ISBN 3791711490
- 1997: Vom Geist erfüllt – Bilder und Gedanken zur Renninger und Malmsheimer Krippe, Eigenverlag Pitzal
- 2000: Es geschah vor 2000 Jahren. Gestalten aus 20 Jahrhunderten. Krippe Renningen, Eigenverlag Katholische Kirchengemeinde St. Bonifatius Renningen
- 2009: In Würde leben können, Eigenverlag Pitzal
- 2010: Bis an die Grenzen der Erde?, Eigenverlag Pitzal
- 2012: Es begab sich aber zu der Zeit als… – Krippe in Malmsheim, Eigenverlag Pitzal
- 2016: Martinus – Sein Leben mit Figuren dargestellt, Kunstverlag Josef Fink, Lindenberg
- 2017: Renninger Krippe – 38 Jahre Zeitgeschehen, Kunstverlag Josef Fink, Lindenberg
- 2017: Wie aus Krisen Aktionen entstehen, Kunstverlag Josef Fink, Lindenberg, ISBN 3959761120